# 杨霁明
杨霁明（1905年—1991年），男，汉族，广东大埔人，中国电影摄影家，曾任中国电影家协会理事。